# Battiganahalli, Sira
Battiganahalli là một làng thuộc tehsil Sira, huyện Tumkur, bang Karnataka, Ấn Độ.